# Capnistis albinota
Capnistis albinota là một loài bướm đêm trong họ Noctuidae.